# Atractus hoogmoedi
Atractus hoogmoedi — вид змій родини полозових (Colubridae). Ендемік Бразилії. Вид названий на честь нідерландського герпетолога Марінуса Стівена Хугмоеда.

## Поширення і екологія
Atractus hoogmoedi відомі з типової місцевості, розташованої в муніципалітеті Капітан-Посу в штаті Пара, на висоті 48 м над рівнем моря. Вони живуть у вологих рівнинних тропічних лісах Амазонії.

## Збереження
МСОП класифікує цей вид як такий, що перебуває на межі зникнення. Atractus hoogmoedi загрожує знищення природного середовища.